# Curetis palawanica
Curetis palawanica är en fjärilsart som beskrevs av Otto Staudinger 1889. Curetis palawanica ingår i släktet Curetis och familjen juvelvingar. Inga underarter finns listade i Catalogue of Life.